# Вибори до Севастопольської міської ради 2006
Вибори до Севастопольської обласної ради 2006 — вибори до Севастопольської міської ради, що відбулися 26 березня 2006 року. Це були перші вибори до Севастопольської обласної ради, що проводилися за пропорційною виборчою системою. Для того, щоб провести своїх представників до Севастопольської обласної ради, партія чи блок мусила набрати не менше 3% голосів виборців.

## Результати виборів
| Розподіл голосів         | Розподіл голосів         | Розподіл голосів | Розподіл голосів | Розподіл голосів |
| ------------------------ | ------------------------ | ---------------- | ---------------- | ---------------- |
|                          |                          |                  |                  |                  |
| ПР (45)                  | ПР (45)                  |                  | 43.69%           | 43.69%           |
| Блок Вітренко (9)        | Блок Вітренко (9)        |                  | 8.24%            | 8.24%            |
| Блок Іванова (7)         | Блок Іванова (7)         |                  | 6.44%            | 6.44%            |
| «Руський блок» (5)       | «Руський блок» (5)       |                  | 5.21%            | 5.21%            |
| КПУ (5)                  | КПУ (5)                  |                  | 4.77%            | 4.77%            |
| Блок Кондратівського (5) | Блок Кондратівського (5) |                  | 3.88%            | 3.88%            |

Загальна кількість депутатів у обласній раді — сімдесят п'ять.
Примітка: На діаграмі зазначені лише ті політичні сили, які подолали 3 % бар'єр
 і провели своїх представників до Севастопольської міської ради.
 В дужках — кількість отриманих партією чи блоком мандатів

## Зовнішні посилання
- В Севастопольском горсовете преобладают "регионалы"(рос.)